# Ibolyakolibri
Az ibolyakolibri (Colibri coruscans) a madarak osztályának sarlósfecske-alakúak (Apodiformes)  rendjébe és a kolibrifélék (Trochilidae) családjába tartozó faj.

## Rendszerezése
A fajt John Gould angol ornitológus írta le 1846-ban, a Trochilus nembe Trochilus (Petasophora) coruscans néven.

## Alfajai
- Colibri coruscans coruscans (Gould, 1846)
- Colibri coruscans germanus (Salvin & Godman, 1884)
- Colibri coruscans rostratus W. H. Phelps & W. H. Phelps Jr, 1952[2]

## Előfordulása
Dél-Amerika északi és nyugati részén, Argentína, Bolívia, Brazília, Chile, Ecuador, Guyana, Kolumbia, Peru és Venezuela területén honos. Természetes élőhelyei a szubtrópusi és trópusi hegyi esőerdők, bokrosok és gyepek, valamint másodlagos erdők, ültetvények, vidéki kertek és városi környezet.

## Megjelenése
Testhossza 14 centiméter, testtömege 5-7 gramm.
|  |  |

## Életmódja
Tápláléka nektárból és kisebb repülő rovarokból áll.

## Szaporodása
Csésze alakú fészkét növényi részekből, tollakból és mohából építi, pókhálóval rögzíti a talaj közeli ágakhoz.

## Természetvédelmi helyzete
Az elterjedési területe nagyon nagy, egyedszáma pedig ismeretlen. A Természetvédelmi Világszövetség Vörös listáján nem fenyegetett fajként szerepel.